# Димо Димчев (революционер)
Вижте пояснителната страница за други личности с името Димо Димчев.
Димо (Мицо) Димчев Ясенов е български революционер, деец на Вътрешната македоно-одринска революционна организация.

## Биография
Димчев е роден в ениджевардарското село Бозец, тогава в Османската империя. На млади години влиза във ВМОРО след Илинденско-Преображенското въстание. Сестра му е убита при турско нападение над Бозец. Като четник в местната чета Димчев се сражава и с появилите се гръцки андартски чети. Става войвода на четата, с която участва в избухналата Балканската война в 1912 година. След като в Бозец влизат гръцки части, се прибира в родното си село и се жени. След няколко месеца обаче отново застава начело на чета, която се бори срещу гръцкия окупационен режим. Обграден след предателство в Бозец загива заедно с жена си и майка си, като оцелява единствено синът му Георги Димчев (1916 – 1980), деец на българското националноосвободително движение в Егейска Македония в годините на Втората световна война.